# Telang
Telang is een bestuurslaag in het regentschap Musi Banyuasin van de provincie Zuid-Sumatra, Indonesië. Telang telt 1436 inwoners (volkstelling 2010).